# Negros Oriental
Negros Oriental is een provincie van de Filipijnen. De provincie vormt samen met de naburige provincies Bohol, Cebu en Siquijor de regio Central Visayas (Regio VII) en ligt ten zuidwesten van Cebu. De hoofdstad is Dumaguete. Bij de census van 2015 telde de provincie ruim 1,3 miljoen inwoners.

## Mensen en cultuur

### Talen
De meest gesproken taal in Negros Oriental is Cebuano dat door 95% van de bevolking wordt gesproken. De overige 5% spreekt Hiligaynon. Ook Engels en Tagalog wordt door veel mensen verstaan.

## Geografie

### Topografie en landschap
Negros Oriental beslaat een oppervlakte van 5402,3 km². De provincie ligt op het zuidoostelijke deel van het eiland Negros. De andere provincie op het eiland is Negros Occidental dat op het noordwestelijke deel ligt. De twee provincies worden gescheiden door een keten van ruige bergen. Negros Oriental ligt ten oosten van Cebu gescheiden door de Straat van Tañon en ten noordwesten van het eiland Siquijor. Ten zuiden van Negros Oriental ligt de Suluzee.
De provincie wordt gekarakteriseerd door lage bergketens, die over het algemeen dicht bij de kustlijn liggen. In het zuiden van de provincie ligt de vulkaan Cuernos de Negros. In het noorden Mount Canlaon, met 2435 meter de hoogste berg van het eiland.

### Bestuurlijke indeling
Negros Oriental bestaat uit zes steden en 19 gemeenten.

#### Steden
- Bais
- Bayawan
- Canlaon
- Dumaguete
- Guihulngan
- Tanjay

#### Gemeenten
| - Amlan - Ayungon - Bacong - Basay - Bindoy - Dauin - Jimalalud - La Libertad - Mabinay - Manjuyod | - Pamplona - San Jose - Santa Catalina - Siaton - Sibulan - Tayasan - Valencia - Vallehermoso - Zamboanguita |

## Demografie
Negros Oriental had bij de census van 2015 een inwoneraantal van 1.354.995 mensen. Dit waren 68.329 mensen (5,3%) meer dan bij de vorige census van 2010. Ten opzichte van de census van 2000 was het aantal inwoners gegroeid met 224.907 mensen (19,9%). De gemiddelde jaarlijkse groei in die periode kwam daarmee uit op 0,99%, hetgeen lager was dan het landelijk jaarlijks gemiddelde over deze periode (1,72%).

De bevolkingsdichtheid van Negros Oriental was ten tijde van de laatste census, met 1.354.995 inwoners op 5385,53 km², 251,6 mensen per km².

## Economie
De belangrijkste bron van inkomsten in Negros Oriental is de akkerbouw. De meest voorkomende producten zijn graan, kokosnoot en rijst. In de kustgebieden is de visserij een belangrijke bron van inkomsten. Daarnaast wordt er ook goud, zilver en koper gewonnen.
Negros Oriental is een relatief arme provincie. Uit cijfers van het National Statistical Coordination Board (NSCB) uit het jaar 2003 blijkt dat 43,4% (9580 mensen) onder de armoedegrens leefde. In het jaar 2000 was dit 37,1%. Daarmee staat Negros Oriental 30e op de lijst van provincies met de meeste mensen onder de armoedegrens. Van alle 79 provincies staat Negros Oriental bovendien 15de op de lijst van provincies met de ergste armoede.